# 12. červenec
12. červenec je 193. den roku podle gregoriánského kalendáře (194. v přestupném roce). Do konce roku zbývá 172 dní. Svátek má Bořek.

## Události

### Česko
- 1712 – Vydán císařský reskript, který moravským vrchnostem zakazoval nutit poddaným vlastní výrobky.
- 1813 – V Praze zahájen mírový kongres mezi Ruskem, Pruskem a Francií (spolu s Anglií a Švédskem v roli pozorovatelů a Rakouskem jako zprostředkovatelem).
- 1883 – Knihkupec Josef Barvič otevřel knihkupectví v Brně na České ulici.
- 1908 – V Praze byl zahájen slovanský sjezd (k 60. výročí slovanského sjezdu roku 1848), jehož cílem bylo sjednotit Slovany proti velkoněmeckým tendencím.
- 1940 – Byl v Londýně vytvořen tzv. Inspektorát československého letectva; současně vznikla v Duxfordu 310. stíhací peruť (anglicky: № 310 Fighter Squadron).
- 1952 – Ministr Josef Jonáš vydal příkaz k zahájení sériové výroby vojenského třítunového speciálního automobilu Praga V3S.
- 1971 – Byl zahájen provoz na prvním, 21 km dlouhém úseku dálnice D1 z Prahy do Mirošovic; pásku slavnostně přestřihl místopředseda federální vlády Ing. Ján Gregor.
- 1995 – Vláda schválila zrušení mzdové regulace.
- 2002 – Vladimír Špidla se stal předsedou nové vlády, složené z členů ČSSD, Unie svobody a KDU-ČSL.
- 2005 – Naposledy vzlétly stíhačky MiG-21 ve službách české armády.
- 2015 – V Číhošti byly pohřbeny ostatky katolického kněze Josefa Toufara, umučeného v roce 1950 ve vyšetřovací vazbě v souvislosti s tzv. Číhošťským zázrakem.
- 2018 – Vyslovena důvěra Poslaneckou Sněmovnou Parlamentu ČR Druhé Vládě Andreje Babiše

### Svět

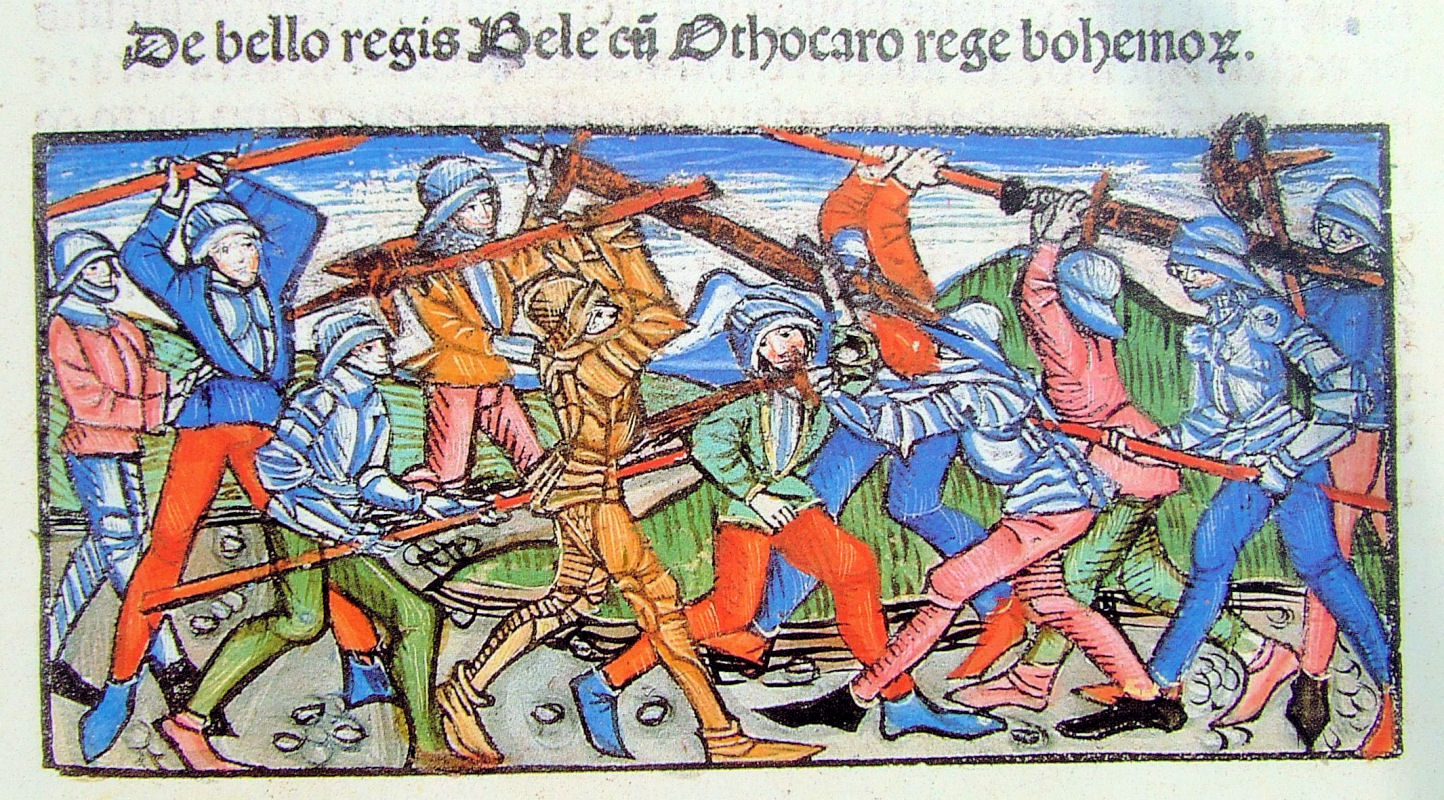
Bitva u Kressenbrunnu

- 0813 – Leon V. Arménský korunován v chrámu Boží Moudrosti byzantským císařem.
- 1260 – V bitvě u Kressenbrunnu zvítězila vojska českého krále Přemysla Otakara II. nad vojsky uherského krále Bély IV.
- 1690 – Vilém III. Oranžský zvítězil v bitvě u Boyne nad vojsky anglického krále Jakuba II.
- 1770 – Anglický tesař James Hargreaves získal patent na první mechanizovaný spřádací stroj Spinning jenny, který nahradil práci několika kolovratů a stal se základem textilního průmyslu.
- 1806 – Založen Rýnský spolek pod dohledem Napoleona I.
- 1812 – Americká armáda vtrhla do Kanady.
- 1932 – Král Jiří V. otevřel v Londýně most Lambeth Bridge.
- 1933 – V USA schválil Kongres první minimální mzdu, 33 centů na hodinu.
- 1943 – Druhá světová válka: Rudá armáda zahájila protiútok v Kurském oblouku – tzv. operace Kutuzov.
- 1975 – Svatý Tomáš a Princův ostrov vyhlásil nezávislost na Portugalsku.
- 1979 – Kiribati vyhlásilo nezávislost.
- 1993 – Při zemětřesení o síle 7,8 stupňů Richterovy stupnice u pobřeží japonského ostrova Hokkaidó a následné vlně tsunami zahynulo 202 lidí.
- 1998 – Vydána verze 1.0 programu KDE.
- 2002 – Rozhodnutím nejvyššího soudu musí Ontario (Kanada) uznávat manželství osob stejného pohlaví.
- 2006 – Začala druhá libanonská válka.

## Narození
Automatický abecedně řazený seznam viz Kategorie:Narození 12. července

### Česko

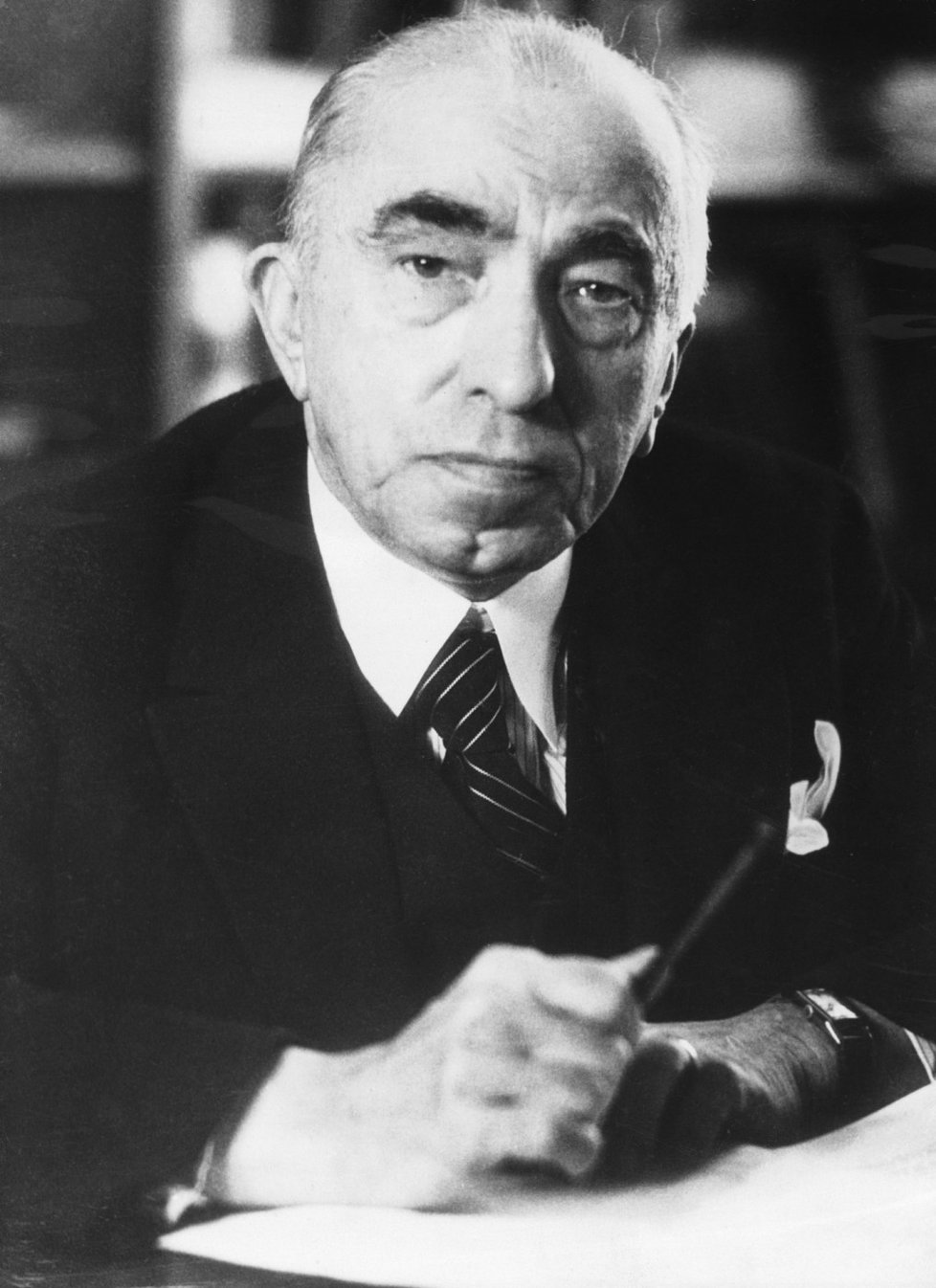
Emil Hácha (* 1872)

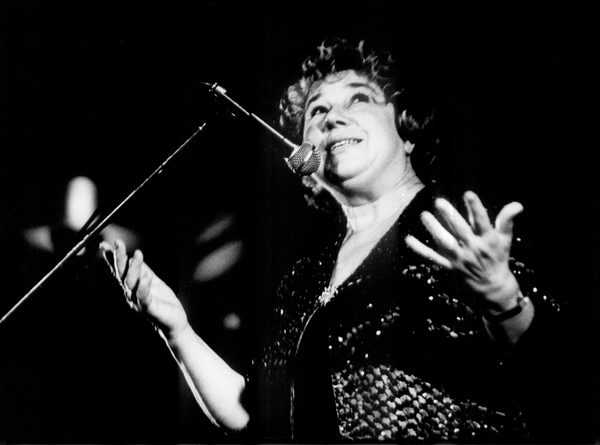
Vlasta Průchová (* 1926)

- 1825 – Ignát Wurm, kněz, politik a etnograf († 4. října 1911)
- 1837 – Emanuel Zaufal, český lékař († 8. února 1910)
- 1848 – Leopold Adler, český fotograf († 8. května 1924)
- 1862 – Alois Soldát, kněz a profesor kanonického práva († 23. prosince 1952)
- 1872 – Emil Hácha, politik, právník a překladatel, prezident Protektorátu Čechy a Morava († 27. června 1945)
- 1876 – Ivan Krasko, československý politik slovenské národnosti († 3. března 1958)
- 1877 – Rudolf Rolíček, československý politik († 1. prosince 1943)
- 1882 – Albrecht Dubský z Třebomyslic, šlechtic, velkostatkář a politik († 11. října 1962)
- 1891
  - Jindřich Kumpošt, architekt a urbanista († 14. července 1968)
  - Antonín Václavík, etnograf († 4. prosince 1959)
- 1892 – Jan Harus, československý politik, ministr († 15. září 1967)
- 1893 – Stanislav Zela, pomocný biskup olomoucký († 6. prosince 1969)
- 1895 – Jaromír Korčák, geograf, demograf a statistik († 6. října 1989)
- 1898 – Karel Tihelka, archeolog († 16. července 1973)
- 1908 – Alois Hudec, gymnasta († 23. ledna 1997)
- 1910 – Ludvík Pelíšek, hudební skladatel († 30. července 1953)
- 1912 – Jan Lukeš, spisovatel a hudební skladatel († 25. srpna 1977)
- 1914 – Jan Haluza, politik, atlet, běžec a trenér († 25. srpna 2011)
- 1917 – Václav Vojta, lékař († 12. září 2000)
- 1919
  - Jiří Potůček, radista výsadku Silver A († 2. července 1942)
  - Martin Dzúr, ministr národní obrany († 15. ledna 1985)
- 1923
  - Zbyněk Sekal, sochař, malíř a překladatel († 24. února 1998)
  - Stanislav Drobný, předseda Konfederace politických vězňů České republiky († 20. prosince 2013)
- 1924
  - Vlastimil Havlíček, fotbalový reprezentant († 5. února 1991)
  - Jiří Winter Neprakta, kreslíř, karikaturista, ilustrátor a humorista († 30. října 2011)
- 1926 – Vlasta Průchová, jazzová zpěvačka († 16. června 2006)
- 1929
  - Dita Krausová, učitelka, přeživší holokaustu
  - Hanuš Hachenburg, básník terezínského ghetta († 10. července 1944)
- 1936
  - Nina Divíšková, herečka († 21. června 2021)
  - Jan Němec, režisér, scenárista a vysokoškolský pedagog († 18. března 2016)
  - Petros Cironis, český historik řeckého původu († 2. října 2021)
- 1937 – František Valošek, fotbalový reprezentant († 31. července 2023)
- 1943 – Jan Dočekal, výtvarník, historik umění a kulturní publicista
- 1947 – Lenka Termerová, herečka
- 1964 – Eva Machourková, moderátorka a psycholožka

### Svět

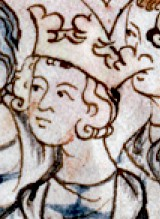
Jindřich VII. Lucemburský (* 1275 nebo 1276)

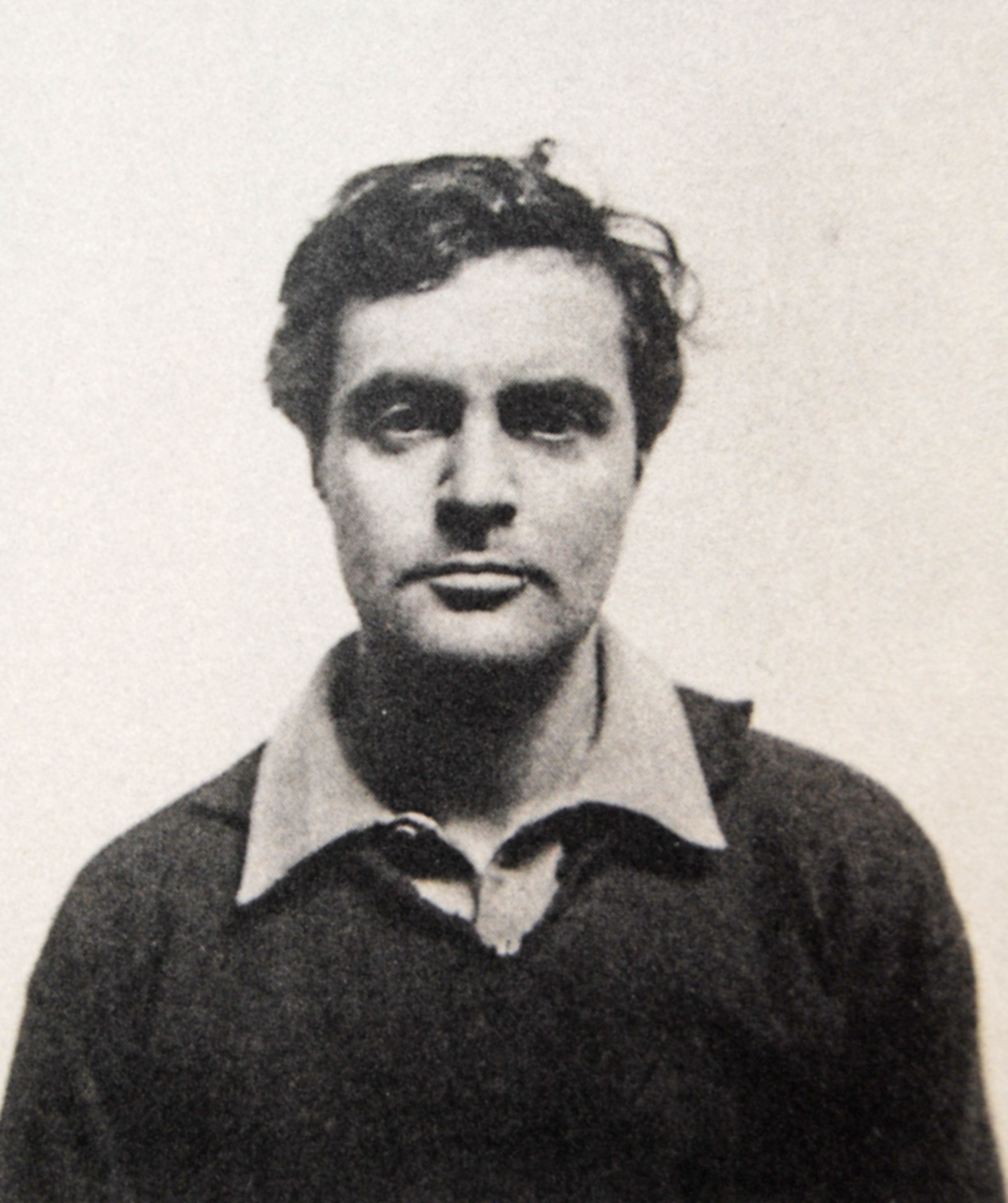
Amedeo Modigliani (* 1884)

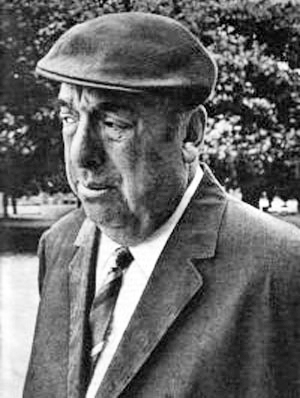
Pablo Neruda (* 1904)

- 0100 př. n. l. – Julius Caesar, římský vojevůdce a politik († 44 př. n. l.)
- 1573 – Pietro Carrera, italský kněz, malíř a šachista († 18. září 1647)
- 1651 – Markéta Habsburská, císařovna jako manželka Leopolda I. († 12. března 1673)
- 1663 – Jakub Stuart, vévoda z Cambridge, syn anglického krále Jakuba II. Stuarta († 20. června 1667)
- 1675 – Evaristo Dall'Abaco, italský houslista a hudební skladatel († 12. července 1742)
- 1669 – Henry Boyle, 1. baron Carleton, britský státník a šlechtic († 31. března 1725)
- 1692 – Gabriela z Lichtenštejna, knížecí princezna († 7. listopadu 1713)
- 1694 – Gustava Karolina Meklenbursko-Střelická, meklenbursko-schwerinská vévodkyně († 13. dubna 1748)
- 1730 – Josiah Wedgwood, anglický keramik († 3. ledna 1795)
- 1751 – Julie Billiart, francouzská řeholnice († 8. dubna 1816)
- 1774 – Jozef Decrett, průkopník lesnictví na Slovensku († 18. července 1841)
- 1794 – John Gibson Lockhart, britský literární kritik, spisovatel a básník († 25. listopadu 1854)
- 1803 – Petr Chanel, francouzský katolický světec, kněz a mučedník († 28. dubna 1841)
- 1813 – Claude Bernard, francouzský lékař a vědec († 10. února 1878)
- 1817 – Henry David Thoreau, americký spisovatel a filozof († 1862)
- 1823 – Alexander Hessler, americký fotograf († 5. července 1895)
- 1824 – Eugène Boudin, francouzský malíř († 8. srpna 1898)
- 1829 – Edwin Long, anglický malíř († 15. května 1891)
- 1830 – Jules Beaujoint, francouzský romanopisec († 23. prosince 1893)
- 1837 – Jacob Jonathan Aars, norský filolog († 22. září 1908)
- 1852 – Hipólito Yrigoyen, prezident Argentiny († 3. července 1933)
- 1854 – George Eastman, americký vynálezce, zakladatel firmy Kodak († 1932)
- 1856 – Gisela Habsbursko-Lotrinská, arcivévodkyně, provdaná princezna bavorská, dcera Františka Josefa I. († 27. července 1932)
- 1863 – Paul Drude, německý fyzik († 5. července 1906)
- 1866 – Friedrich von Toggenburg, ministr vnitra Předlitavska († 8. března 1956)
- 1868 – Stefan George, německý básník († 4. prosince 1933)
- 1870 – Ludvík II. Monacký, monacký kníže († 9. května 1949)
- 1876
  - Max Jacob, francouzský básník, malíř a spisovatel († 5. března 1944)
  - Ivan Krasko, slovenský básník, prozaik a překladatel, († 3. března 1958)
- 1880 – Tod Browning, americký herec a režisér († 6. října 1962)
- 1882 – Charles Voisin, francouzský průkopník letectví († 26. září 1912)
- 1884
  - Louis B. Mayer, americký filmový producent († 29. října 1957)
  - Amedeo Modigliani, italský malíř a sochař († 24. ledna 1920)
- 1886 – Raoul Hausmann, rakouský fotograf, spisovatel, teoretik a sochař († 1. února 1971)
- 1888 – Adolf Horion, německý duchovní a entomolog († 28. května 1977)
- 1894 – Isaak Babel, ruský spisovatel, oběť komunismu († 27. ledna 1940)
- 1895
  - Kirsten Flagstadová, norská operní zpěvačka († 7. prosince 1962)
  - Buckminster Fuller, americký architekt, matematik, chemik a spisovatel († 1. července 1983)
- 1897 – Maurice Tabard, francouzský portrétní fotograf († 23. února 1984)
- 1902 – Günther Anders, rakouský filozof a spisovatel († 17. prosince 1992)
- 1904
  - Pinchas Lavon, izraelský politik († 24. ledna 1976)
  - Pablo Neruda, chilský básník, diplomat a politik, Nobelova cena za literaturu 1971 († 23. září 1973)
- 1905 – Jan Britský, syn britského krále Jiřího V. († 18. ledna 1919)
- 1906 – Ernst Käsemann, německý protestantský teolog († 17. února 1998)
- 1909 – Constantin Noica, rumunský filozof († 4. prosince 1987)
- 1912 – Petar Stambolić, jugoslávský partyzán a komunistický politik († 21. září 2007)
- 1913 – Willis Eugene Lamb, americký fyzik, držitel Nobelovy ceny († 15. května 2008)
- 1916 – Ljudmila Pavličenková, sovětská odstřelovačka ukrajinského původu († 1974)
- 1917 – Andrew Wyeth, americký malíř († 16. ledna 2009)
- 1922 – Michael Ventris, anglický architekt a filolog († 6. září 1956)
- 1923
  - James Edwin Gunn, americký spisovatel science fiction († 23. prosince 2020)
  - Paul Jenkins, americký malíř († 9. června 2012)
- 1924 – Imrich Flassik, slovenský československý právník a politik († 14. září 2013)
- 1926
  - Vojtech Adamec, slovenský hudební skladatel († 27. dubna 1973)
  - Carl Adam Petri, německý matematik († 2. července 2010)
- 1928
  - Elias James Corey, americký chemik, Nobelova cena 1990
  - Šimako Murai, japonská dramatička a překladatelka († 9. května 2018)
  - Hayden White, americký historik a literární teoretik († 5. března 2018)
- 1932 – Otis Davis, americký atlet
- 1933 – Donald E. Westlake, americký spisovatel († 31. prosince 2008)
- 1935
  - Satoši Ómura, japonský biochemik, Nobelova cena 2015
  - Big John Patton, americký varhaník († 19. března 2002)
- 1937
  - Bill Cosby, americký herec
  - Lionel Jospin, francouzský premiér
- 1941 – Imrich Andrejčák, generál československé armády († 5. září 2018)
- 1943 – Christine McVie, anglická rocková zpěvačka, klávesistka a textařka († 30. listopadu 2022)
- 1944 – Simon Blackburn, anglický filozof
- 1946 – Robert Fisk, britský novinář († 30. října 2020)
- 1947
  - Wilko Johnson, britský zpěvák a kytarista († 21. listopadu 2022)
  - Mari Trini, španělská zpěvačka († 6. dubna 2009)
  - Gareth Edwards, velšský ragbista
- 1948 – Richard Simmons, americký komik, herec, a zpěvák
- 1950 – Eric Carr, americký hudebník (Kiss) († 24. listopadu 1991)
- 1951 – Piotr Pustelnik, polský horolezec
- 1952
  - Eric Adams, zpěvák americké heavy metalové kapely Manowar
  - Irina Bokovová, bulharská politička, generální ředitelka UNESCO
  - Liz Mitchell, jamajská zpěvačka
  - Philip Taylor Kramer, basový kytarista skupiny Iron Butterfly († 12. února 1995)
- 1954 – Jolanta Szymanková-Dereszová, polská právnička a politička († 10. dubna 2010)
- 1955 – Timothy Garton Ash, britský historik a publicista
- 1957 – Richard Douglas Husband, americký astronaut († 1. února 2003)
- 1959
  - Charlie Murphy, americký herec († 12. dubna 2017)
  - Tupou VI., šestý král Tongy
- 1967 – John Petrucci, americký rockový kytarista
- 1971 – Kristi Yamaguchiová, americká krasobruslařka
- 1973 – Christian Vieri, italský fotbalista
- 1976
  - Anna Friel, britská herečka
  - Petru Bălan, rumunský ragbista
- 1977 – Vilimoni Delasau, fidžijský ragbista
- 1978
  - Topher Grace, americký herec
  - Mélanie De Biasio, belgická zpěvačka
- 1981
  - Juraj Ančic, slovenský fotbalista
  - Yaron Herman, izraelský klavírista
- 1987 – Léonard Kweuke, kamerunský fotbalista
- 1990 – Sü Meng-tchao, čínská akrobatická lyžařka
- 1991
  - James Rodríguez, kolumbijský fotbalista
  - Portia Woodmanová, novozélandská ragbistka
- 1998 – Emmanuel Meafou, francouzský ragbista

## Úmrtí
Automatický abecedně řazený seznam viz Kategorie:Úmrtí 12. července

### Česko

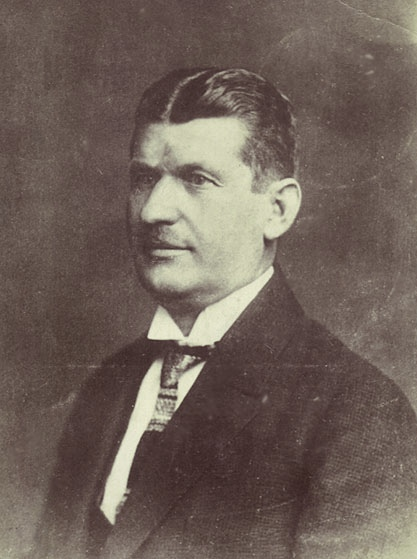
Tomáš Baťa († 1932)

- 1847 – František Ignác Kassián Halaška, vědec (* 10. července 1780)
- 1895 – Václav Novotný, učitel a hudební skladatel (* 20. září 1828)
- 1910 – Břetislav Lvovský, kontrabasista a hudební skladatel (* 10. září 1857)
- 1922 – Jan Říha, pomolog a šlechtitel (* 7. července 1853)
- 1932 – Tomáš Baťa, podnikatel, zakladatel obuvnické firmy Baťa (* 3. dubna 1876)
- 1934 – Adolf Sigmund, lékař-radiolog, průkopník rentgenové diagnostiky (* 10. dubna 1892)
- 1936 – Jan Filipinský, československý politik (* 15. srpna 1859)
- 1938 – František Soukal, kněz, básník a spisovatel (* 20. července 1866)
- 1945 – Kamil Roškot, architekt (* 29. dubna 1886)
- 1975 – Ladislav Fikar, básník, divadelní kritik a překladatel (* 29. června 1920)
- 1977 – František Suchý Brněnský, hobojista a hudební skladatel (* 9. dubna 1902)
- 1984 – Viktor Boháč, odbojář a národněsocialistický politik (* 16. října 1904)
- 1986 – Petr Lotar, herec, překladatel a spisovatel (* 12. února 1910)
- 1995 – Erich Kulka, spisovatel (* 18. února 1911)
- 1996 – Zdeněk Palcr, sochař, restaurátor, výtvarný teoretik a typograf (* 3. září 1927)
- 1999 – Jan Panenka, klavírista (* 8. července 1922)
- 2001 – Andrej Stankovič, básník, knihovník, editor a filmový kritik (* 22. června 1940)
- 2011 – Zdeněk Sýkora, malíř (* 3. února 1920)
- 2021 – Ladislav Potměšil, herec (* 2. září 1945)

### Svět

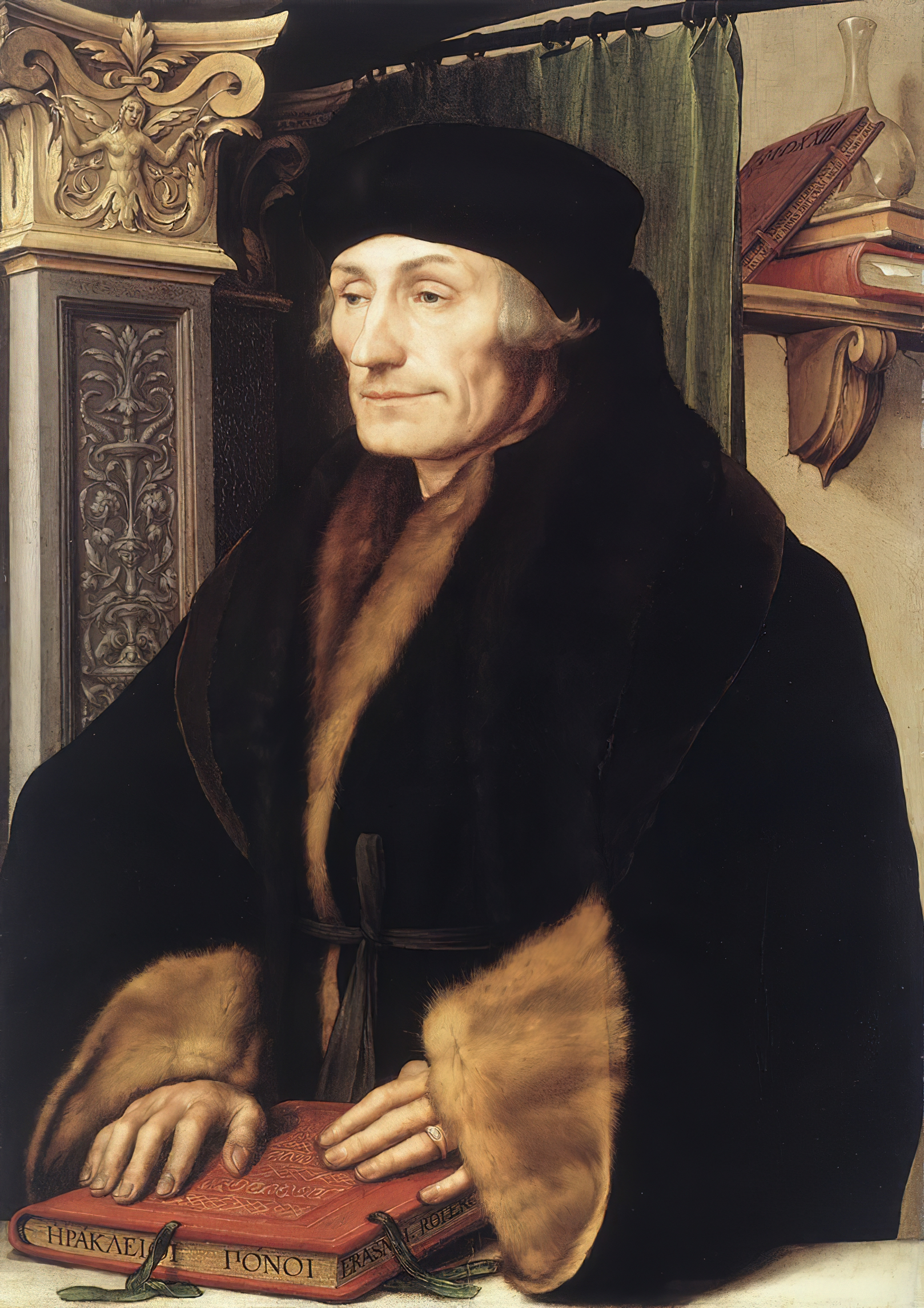
Erasmus Rotterdamský († 1536)

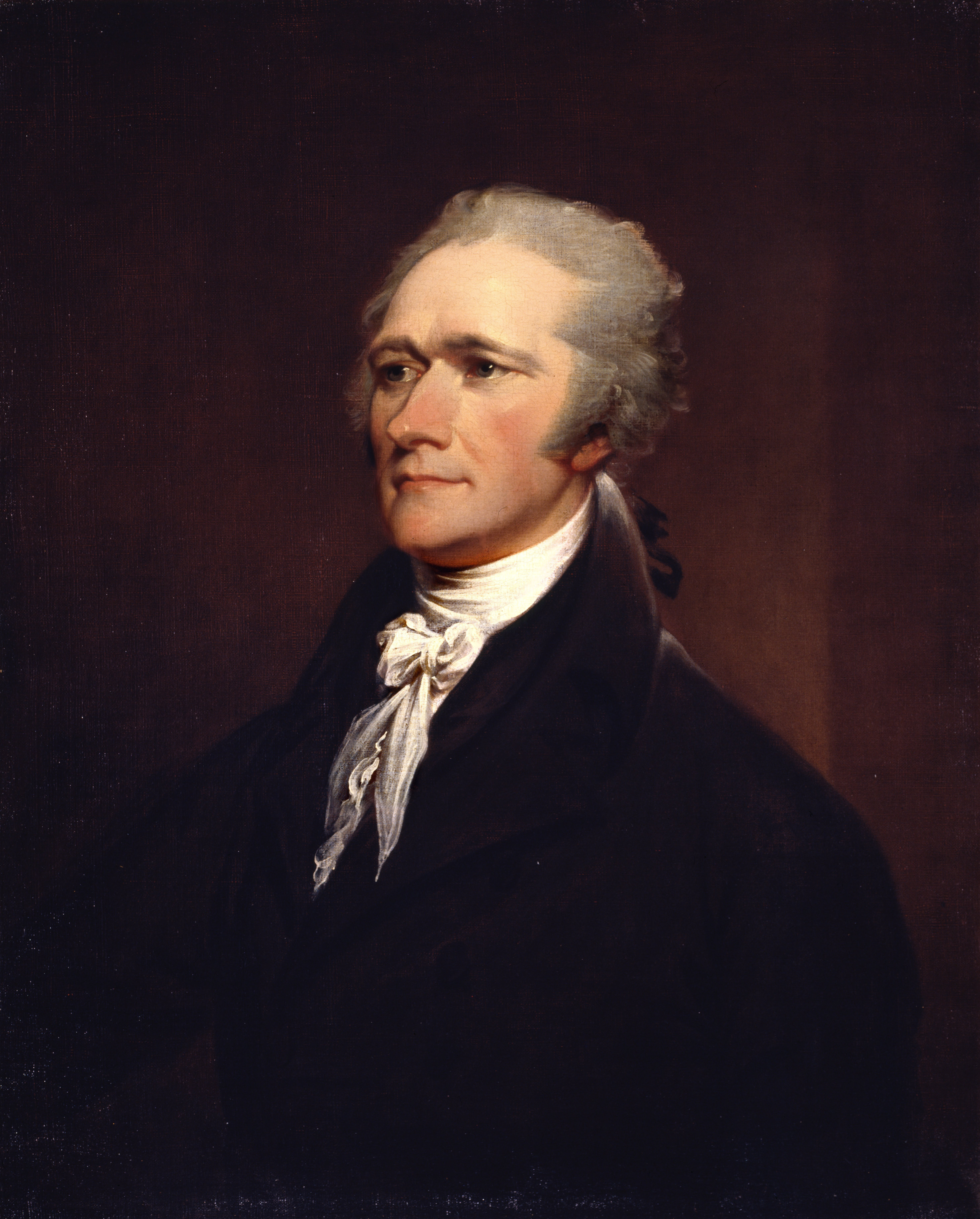
Alexander Hamilton († 1804)

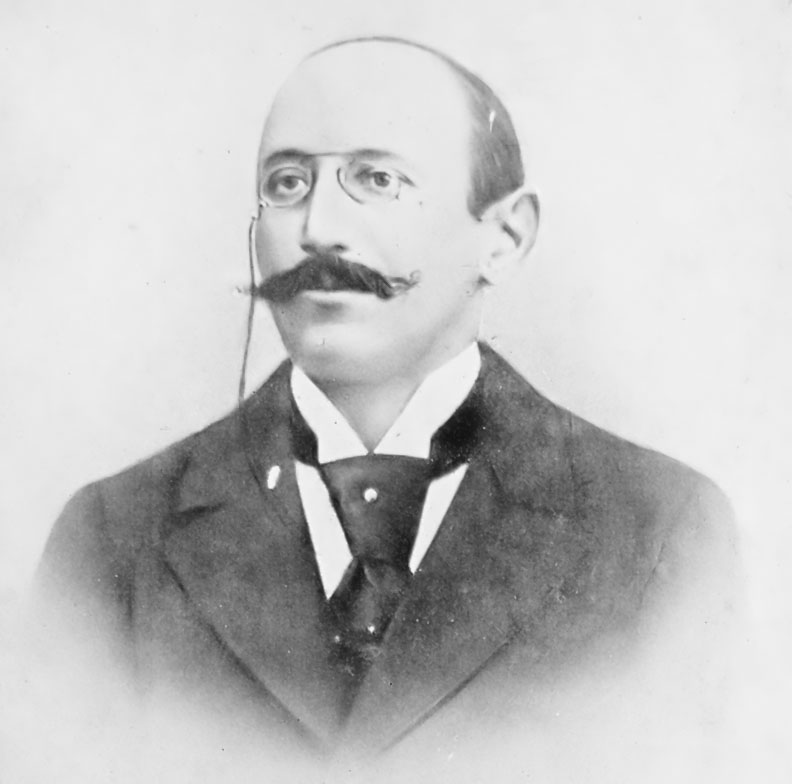
Alfred Dreyfus († 1935)

- 1230 – Markéta z Blois, burgundská hraběnka (* 1170)
- 1330 – Isabela Aragonská, vévodkyně rakouská a štýrská, římsko-německá královna (* 1300)
- 1429 – Jean Gerson, francouzský filozof, teolog a církevní politik (* 14. prosince 1363)
- 1536 – Erasmus Rotterdamský, holandský filozof a teolog (* asi 1466)
- 1539 – Fernando Kolumbus, nelegitimní syn Kryštofa Kolumba (* 15. srpna 1488)
- 1545 – Marie Portugalská, dcera portugalského krále Jana III. a první manželka španělského krále Filipa II. (* 15. října 1527)
- 1676 – Alžběta Žofie Meklenburská, německá šlechtična, básnířka a skladatelka (* 20. srpna 1613)
- 1712 – Richard Cromwell, lord protektor Anglie, Skotska a Irska (* 4. října 1626)
- 1742 – Evaristo Dall'Abaco, italský houslista a hudební skladatel (* 12. července 1675)
- 1721 – Antonio Giannettini, italský varhaník, dirigent a hudební skladatel (* ? 1648)
- 1751 – Jošimune Tokugawa, osmý šógun období Edo (* 27. listopadu 1684)
- 1773 – Johann Joachim Quantz, německý flétnista, tvůrce příčné flétny a hudební skladatel (* 1697)
- 1795 – Alexandr Leopold Habsbursko-Lotrinský, rakouský arcivévoda a uherský palatin (* 14. srpna 1772)
- 1804 – Alexander Hamilton, americký právník, ekonom a politik (* 11. ledna 1755)
- 1838 – Isataj Tajmanuly, kazašský vůdce povstání (* 1791)
- 1845
  - Henrik Wergeland, norský spisovatel a básník (* 17. června 1808)
  - Ludwig Persius, pruský architekt (* 15. února 1803)
- 1849 – Dolley Madisonová, manželka prezidenta J. Madisona (* 20. května 1768)
- 1851 – Louis Daguerre, francouzský malíř a průkopník fotografie (* 18. listopadu 1787)
- 1855 – Pavel Nachimov, ruský admirál (* 5. července 1802)
- 1910 – Charles Rolls, britský průkopník automobilismu a letectví (* 27. srpna 1877)
- 1918 – Robert von Holzknecht, předlitavský státní úředník a politik (* 2. dubna 1838)
- 1922 – John Moresby, britský námořní důstojník (* 15. března 1830)
- 1926 – Gertrude Bellová, anglická archeoložka známá jako „nekorunovaná královna Iráku“ (* 14. července 1868)
- 1931 – Nathan Söderblom, švédský evangelický teolog (* 15. ledna 1866)
- 1935 – Alfred Dreyfus, francouzský důstojník (* 9. října 1859)
- 1942 – Julius von Bernuth, generálmajor Wehrmachtu (* 12. srpna 1897)
- 1944 – Sergej Nikolajevič Bulgakov, ruský filozof, ekonom a pravoslavný teolog (* 16. června 1871)
- 1945 – Wolfram von Richthofen, německý letec, polní maršál (* 10. října 1895)
- 1947 – Jimmie Lunceford, americký jazzový saxofonista (* 6. června 1902)
- 1949 – Douglas Hyde, irský básník a první prezident Irska (* 17. ledna 1860)
- 1950 – Lev Michajlovič Galler, ruský a sovětský námořní velitel a admirál (* 29. listopadu 1883)
- 1959 – Jim Kjelgaard, americký spisovatel (* 6. prosince 1910)
- 1961 – Mazo De la Roche, kanadská spisovatelka (* 15. ledna 1879)
- 1966 – Daisecu Teitaró Suzuki, japonský filozof a esejista (* 18. října 1870)
- 1979 – Georgij Michajlovič Berijev, sovětský letecký konstruktér (* 13. února 1903)
- 1983 – Chris Wood, britský hudebník (* 24. června 1944)
- 1989
  - Masao Mijamoto, japonský spisovatel píšící v esperantu (* 8. ledna 1913)
  - Františka z Hohenlohe-Waldenburg-Schillingsfürstu, rakouská arcivévodkyně, švagrová císaře Karla I. (* 21. června 1897)
- 1996 – Gottfried von Einem, rakouský hudební skladatel (* 24. ledna 1918)
- 1997 – François Furet, francouzský historik (* 27. března 1927)
- 1998 – Bo Giertz, švédský luterský biskup, teolog a spisovatel (* 31. srpna 1905)
- 2001 – Paul Magloire, vojenský diktátor na Haiti (* 19. července 1907)
- 2003 – Benny Carter, americký hudebník (* 8. srpna 1907)
- 2007 – Adela Gáborová, slovenská herečka (* 2. března 1940)
- 2010
  - Günter Behnisch, německý architekt (* 12. června 1922)
  - Tuli Kupferberg, americký básník a hudebník (* 28. září 1923)
  - Harvey Pekar, americký autor komiksů (* 8. října 1939)
- 2011 – Ahmad Valí Karzaj, afghánský politik (* 1961)
- 2019
  - Fernando Corbató, americký informatik (* 1. července 1926)
  - Emily Hartridgeová, britská televizní moderátorka a youtuberka (* 25. května 1984)
- 2020 – Kelly Prestonová, americká herečka (* 13. října 1962)
- 2024 – Tonke Dragtová, nizozemská spisovatelka (* 12. listopadu 1930)

## Svátky

### Česko
- Bořek, Bořislav, Bořislava
- Borek, Borislav, Borislava

Katolický kalendář
- Svatá Veronika z Ceasareje Filipské a svatý Balay

### Svět
- Kiribati: Den nezávislosti (1979)
- Mongolsko: 2. den svátku Naadam
- Severní Irsko: Orangemen’s Day – svátek bitvy u Boyne (1690)
- Svatý Tomáš a Princův ostrov: Den nezávislosti (1975)
- Rhodésie: Thodes Day
- Čad, Kongo[nepřesný odkaz]: Den nezávislosti

| 12. červenec v pražském KlementinuÚdaje jsou platné k 8. 7. 2025. | 12. červenec v pražském KlementinuÚdaje jsou platné k 8. 7. 2025. | 12. červenec v pražském KlementinuÚdaje jsou platné k 8. 7. 2025. |
| minimum                                                           | denní průměr                                                      | maximum                                                           |
| ----------------------------------------------------------------- | ----------------------------------------------------------------- | ----------------------------------------------------------------- |
| 9,0 °C (1907)                                                     | 20,3 °C (od 1961)                                                 | 36,2 °C (2010)                                                    |